# 大花素方花
大花素方花（学名：Jasminum officinale var. f.）是木犀科素馨属素方花的变种。分布在中国大陆的四川、西藏等地，生长于海拔1,900米至3,960米的地区，一般生长在石缝、山坡及山沟灌丛中，目前尚未由人工引种栽培。